# Satyrium pygmaeum
Satyrium pygmaeum är en orkidéart som beskrevs av Otto Wilhelm Sonder. Satyrium pygmaeum ingår i släktet Satyrium och familjen orkidéer. Inga underarter finns listade i Catalogue of Life.